# Grammitis azorica
Grammitis azorica är en stensöteväxtart som först beskrevs av Hanno Schaefer, och fick sitt nu gällande namn av Hanno Schaefer. Grammitis azorica ingår i släktet Grammitis och familjen Polypodiaceae. Inga underarter finns listade.